# Résolution 161 du Conseil de sécurité des Nations unies
Membres permanents
- Chine (Taïwan)
- États-Unis
- France
- Royaume-Uni
- URSS

Membres non permanents
- Chili
- Sri Lanka
- Équateur
- Liberia
- Turquie
- RAU

Résolution no 160 Résolution no 162
Le Conseil de sécurité des Nations unies a adopté la résolution 161 le 21 février 1961 après avoir appris la mort de Patrice Lumumba, Maurice Mpolo et Joseph Okito et pris note du rapport du Secrétaire général du 12 février décrivant l'apparition d'une situation de grave guerre civile au Congo-Léopoldville.
Cette résolution demande instamment aux Nations unies de prendre toutes les mesures appropriées afin d'empêcher le déclenchement d'une guerre civile au Congo. Elle exige le respect d'un cessez-le-feu, la cessation de toutes les opérations militaires et autorise l'Opération des Nations unies au Congo (ONUC) à recourir, en dernier recours, à la force.
La résolution exige également l'évacuation immédiate du Congo de tous les personnels militaires et paramilitaires et les conseillers politiques belges et d'autres nationalité ne relevant pas de l'ONUC ainsi que des mercenaires. Elle prie tous les États de prendre les mesures nécessaires pour empêcher leurs personnels de se rendre au Congo ou de faciliter leur transit par leur territoire.
Enfin, la résolution 161 décide d'une enquête immédiate sur les circonstances de la mort de Lumumba et ses compagnons afin que les coupables puissent être châtiés.

## Vote
La résolution fut adoptée par 9 voix. La France et l'Union soviétique s'abstinrent.

## Texte
- Résolution 161 Sur fr.wikisource.org
- Résolution 161 Sur en.wikisource.org